# Liste der Nummer-eins-Hits in Österreich (1972)
Im Jahr 1972 wurden die österreichischen Charts nicht veröffentlicht. Die Ermittlung der Verkaufscharts wurde auf ein neues System umgestellt. Die Single-Jahreshitparade basiert auf aus der Tageszeitung Kurier ermittelten und aufbereiteten Daten. Für Anfang des Jahres verzeichnet das Portal Austriancharts einen Nummer-eins-Hit.

## Singles
| ← 1971 ← | Liste der Nummer-eins-Hits in Österreich | Liste der Nummer-eins-Hits in Österreich | Liste der Nummer-eins-Hits in Österreich | 1973 → |
| \| Zeitraum \| Wo. ges. \| Interpret \| Titel Autor(en) \| Zusätzliche Informationen \| \| (Zeitraum, Wochen auf Platz eins, Interpret, Titel, Autor[en], zusätzliche Informationen) \| \| \| \| \| \| ----------------------------------------------------------------------------------------- \| -------- \| --------- \| ---------------------------------- \| ----------------------------------------------------------------------------------------------------------------------------------------------------------------------------- \| \| 15. Januar 1972 – 14. Februar 1972 5 Wochen \| 5 \| Pop Tops \| Mamy Blue Hubert Giraud, Phil Trim \| Während die Originalversion von Ivana Spagna aus dem Vorjahr die Charts verfehlte, avancierte die Coverversion von den Pop Tops zum einzigen Nummer-eins-Hit des Jahres 1972. \| |                                          |                                          |                                          | |
| ← 1971 |                                          |                                          |                                          | → 1973 → |
| Zeitraum | Wo. ges.                                 | Interpret                                | Titel Autor(en)                          | Zusätzliche Informationen |
| (Zeitraum, Wochen auf Platz eins, Interpret, Titel, Autor[en], zusätzliche Informationen) |                                          |                                          |                                          | |
| 15. Januar 1972 – 14. Februar 1972 5 Wochen | 5                                        | Pop Tops                                 | Mamy Blue Hubert Giraud, Phil Trim       | Während die Originalversion von Ivana Spagna aus dem Vorjahr die Charts verfehlte, avancierte die Coverversion von den Pop Tops zum einzigen Nummer-eins-Hit des Jahres 1972. |

## Jahreshitparade
| Singles |
| --- |
| 1. Les Humphries Singers – Mexico 2. Hot Butter – Popcorn 3. T. Rex – Children of the Revolution 4. Mouth & MacNeal – Hello-A 5. Slade – Mama Weer All Crazy Now 6. Alice Cooper – Elected 7. Middle of the Road – Sacramento 8. Daniel Boone – Beautiful Sunday 9. T. Rex – Metal Guru 10. Mouth & MacNeal – How Do You Do? 11. Neil Diamond – Song Sung Blue 12. Arlo Guthrie – The City of New Orleans 13. Can – Spoon 14. Led Zeppelin – Rock and Roll 15. The Sweet – Wig-Wam Bam 16. The Sweet – Poppa Joe 17. Peter Alexander – Unser tägliches Brot ist die Liebe 18. Hawkwind – Silver Machine 19. The Who – Join Together 20. Neil Diamond – Play Me 21. Daliah Lavi – Meine Art, Liebe zu zeigen 22. The Rolling Stones – Let it Rock 23. The Sweet – Little Willy 24. Three Dog Night – Black & White 25. Ringo Starr – Back Off Boogaloo 26. Middle of the Road – Samson and Delilah 27. Alice Cooper – School’s Out 28. Dr. Hook & the Medicine Show – Sylvia’s Mother 29. Gipsy Love – Just a Little Love 30. Don McLean – American Pie 31. Sammy Davis Jr. – Candy Man 32. T. Rex – Telegram Sam 33. Judy Collins – Amazing Grace 34. Roxy Music – Virginia Plain 35. Wolfgang Ambros – Wo ist da Peppe? 36. T. Rex – Solid Gold - Easy Action 37. Wings – Mary had a little Lamb 38. Tony Christie – Don't go to Reno 39. Isaac Hayes – Theme from "Shaft" 40. Pegasus – Hey Jean, Hey Dean |

## Belege
1. ↑  Andy Zahradnik: Das Leben ist eine Hitparade. Die Geschichte der österreichischen Hitparade. Hrsg.: Musikmarkt. Josef Keller Verlag, 2002, ISBN 3-7808-0189-2.
2. ↑  Nummer 1-Hits Österreich. In: Austriancharts.at. Hung Medien, abgerufen am 17. November 2022.

Siehe auch: Nummer-eins-Hits 1972 in  Australien, Belgien, Deutschland, Finnland, Frankreich, Irland, Italien, Japan, Kanada, Neuseeland, den Niederlanden, Norwegen, der Schweiz, Spanien, den Vereinigten Staaten und im Vereinigten Königreich.